# Satanella-Quadrille
Die  Satanella-Quadrille ist eine Quadrille von Johann Strauss (Sohn) (op. 123). Sie wurde am 26. Januar 1853 im Sofienbad-Saal in Wien erstmals aufgeführt.

## Einzelnachweis
1. ↑  Quelle: Englische Version des Booklets (Seite 19) in der 52 CDs umfassenden Gesamtausgabe der Orchesterwerke von Johann Strauß (Sohn), Hrsg. Naxos (Label). Das Werk ist als achter Titel auf der 3. CD zu hören.